# Distretto di Guangxin
La contea di Shangrao (上饶县S, Shàngráo XiànP) è una contea della Cina, situata nella provincia di Jiangxi e amministrata dalla prefettura di Shangrao.